# Alibi (film, 1929)
Cet article concerne le film de Roland West. Pour le film de Leslie S. Hiscott, voir Alibi.
Pour les articles homonymes, voir Alibi (homonymie).
Alibi est un film américain réalisé par Roland West, sorti en 1929.

## Fiche technique
- Titre : Alibi
- Réalisation : Roland West
- Scénario : Roland West et C. Gardner Sullivan d'après la pièce Nightstick de John Griffith Wray, J. C. Nugent et Elaine S. Carrington
- Production : Roland West
- Photographie : Ray June
- Montage : Hal C. Kern
- Direction artistique : William Cameron Menzies
- Présentation : Joseph M. Schenck
- Pays de production : États-Unis
- Format : Noir et blanc - Mono
- Genre : Policier
- Durée : 91 minutes
- Date de sortie : 1929

## Distribution
- Chester Morris : Chick Williams
- Harry Stubbs : Buck Bachman
- Mae Busch : Daisy Thomas
- Eleanore Griffith : Joan Manning Williams
- Regis Toomey : Danny McGann
- Ed Brady : George Stanislaus David